# Ocotea confertiflora
Ocotea confertiflora é uma espécie de planta do gênero Ocotea e da família Lauraceae. 

## Taxonomia
A espécie foi descrita em 1889 por Carl Christian Mez. 
O seguinte sinônimo já foi catalogado:  
- Oreodaphne confertiflora  Meisn.

## Forma de vida
É uma espécie terrícola e arbórea. 

## Descrição
| Caule                                          | Caule |
| ---------------------------------------------- | --- |
| crescimento dos ramo                           | contínuo |
| Folha                                          | |
| filotaxia                                      | alterna |
| forma das lâmina                               | elíptica/obovada                                                                                              |
| venação na face adaxial das lâmina proeminente | plana |
| domácia em tufo de tricoma                     | ausente |
| domácia em cavidade                            | ausente |
| catafilo                                       | presente |
| Inflorescência                                 | |
| tipo de inflorescência                         | panícula/racemo/tirso/botrióide/cimeira                                                                       |
| posição das inflorescência                     | axilar/terminal/subterminal                                                                                   |
| Flor                                           | |
| pedicelo                                       | presente |
| sexualidade                                    | unissexual |
| forma do hipanto                               | pateliforme/obcônico                                                                                          |
| estaminódio                                    | presente |
| tamanho estilete ovário                        | igual/maior que/menor                                                                                         |
| pistilódio                                     | presente |
| Fruto                                          | |
| forma das cúpula                               | obcônica/pateliforme/hemisférica/crateriforme/globoso/turbinada/infundibuliforme                              |
| forma dos fruto                                | ovoide/obovoide/elipsoide/esferoide/globoso                                                                   |
| número de margem das cúpula                    | 1/2/3/6 |
| relação cúpula fruto                           | não envolvendo/envolvendo a metade/envolvendo mais da metade/envolvendo menos da metade/envolvendo totalmente |
| tépala em fruto maduro                         | ausente/presente                                                                                              |

## Conservação
A espécie faz parte da Lista Vermelha das espécies ameaçadas do estado do Espírito Santo, no sudeste do Brasil. A lista foi publicada em 13 de junho de 2005 por intermédio do decreto estadual nº 1.499-R. 

## Distribuição
A espécie é encontrada nos estados brasileiros de Espírito Santo e Rio de Janeiro. 
A espécie é encontrada no domínio fitogeográfico de Mata Atlântica, em regiões com vegetação de floresta ombrófila pluvial e restinga.